# 山梨県道路公社
山梨県道路公社（やまなしけんどうろこうしゃ）は、山梨県が設立した地方道路公社である。1993年（平成5年）6月1日に設立し、1997年（平成9年）4月1日に山梨県企業局から全ての有料道路事業が移管された。2008年（平成20年）4月1日より山梨県地域整備公社の管理下に置かれている。

## 所管道路
- 富士山有料道路（山梨県道707号富士河口湖富士線）
- 雁坂トンネル有料道路（国道140号）

### かつての所管道路
- 甲府精進湖有料道路 : 1994年（平成6年）11月20日 無料開放
- 御坂トンネル有料道路 : 1994年（平成6年）11月20日 無料開放
- 愛宕トンネル有料道路 : 1996年（平成8年）3月20日 無料開放
- 御岳昇仙峡有料道路 : 1997年（平成9年）3月31日 無料開放
- 八ヶ岳横断有料道路 : 2001年（平成13年）10月9日 無料開放
- 河口湖大橋有料道路 : 2005年（平成17年）6月7日 無料開放
- 清里高原有料道路 : 2005年（平成17年）6月7日 無料開放